# Política social de la Unión Europea
La política social de la Unión o política social comunitaria puede caracterizarse como el sector del acervo de la Unión Europea que se ocupa de regular aspectos materiales y formales de las relaciones laborales y el empleo, tanto en el interior de sus estados miembros como en su dimensión transnacional, incidiendo en su funcionamiento y en sus consecuencias, sin pretensión actual de globalidad y con una orientación de progreso. Con el transcurso del tiempo la política social comunitaria ha perdido buena parte de su subordinación a la política económica, ganando una cierta autonomía que aún no ha fraguado del todo. Constituye un complejo sistema jurídico que no alcanza las cotas de perfección técnica que serían deseables, pero no puede afirmarse que tales defectos sean exclusivos de este sector del campo comunitario.

## Historia
El recorrido histórico de la política social comunitaria ofrece como balance un manifiesto crecimiento de la competencia de las Comunidades Europeas en materia social. Visto el proceso desde su sexta década de existencia, puede decirse que éstas han abandonado el exclusivo planteamiento económico que las hizo nacer y han intensificado notablemente su intervención en el terreno social. Como consecuencia de ello, los Estados miembros han visto progresivamente menguadas sus facultades soberanas de actuación en pos de un escenario en el que intervienen con fuerza instituciones supranacionales. La evolución, eso sí, no ha sido constante y ha conocido etapas variadas donde se alternan expansión y contención. Al mismo tiempo, este proceso ha dejado ver las dudas y dificultades en la acotación de la competencia comunitaria, tanto en temas generales como en campos específicos como el de la política social. A la altura de nuestros días, existen ya numerosos preceptos dentro del Tratado que se refieren a competencias, pero con una formulación imprecisa.
En el cuadro actual de competencias en materia social se ha construido a través de una serie de hitos fundamentales en la evolución de las Comunidades Europeas a partir del Tratado de Roma. Se trata del Programa de Acción Social de 1974, el Acta Única Europea, el Tratado de Maastricht, el Tratado de Ámsterdam y el Consejo Europeo de Lisboa de 2000, en los que, de una u otra manera, la cuestión de las competencias comunitarias ha estado siempre presente. El primero anunció el final del planteamiento preferentemente económico del Tratado de Roma y un nuevo enfoque de la política comunitaria, al abrir el uso de las bases jurídicas genéricas de los artículos 100 y 235 TCE a la materia social. El Acta Única fue el centro de un periodo dominado por una coyuntura política adversa donde sin embargo se fraguó el futuro de la técnica de intervención que se emplearía, con la creación de una primera base jurídica específica para la armonización de las legislaciones sociales nacionales. El Tratado de Maastricht representó, de una forma convulsa, el empeño político en superar un bloqueo inflexible, a través de un Protocolo Social donde 11 Estados atribuyeron con más dimensión o amplitud competencias en materia social a la Comunidad en busca de una intervención común. El Tratado de Ámsterdam, a su vez, supuso la consagración de un modelo que pronto iba a entrar en crisis, pero que proporcionaría momentos de esplendor, con la inclusión de un amplio elenco de competencias en el Título XI y la apertura de nuevos campos de actuación como el Título IV. El Consejo Europeo de Lisboa, por último, fue el heraldo del futuro, al encumbrar un nuevo modo de actuación que se apartaba de lo anterior y ungir con el óleo de la legitimidad la concepción actual de la política social comunitaria, creando el método abierto de coordinación como vía de ejercicio de las competencias ya atribuidas

## Bases jurídicas y campos de actuación
El sistema comunitario de atribución de competencias no es comparable, desde luego, a las reglas de reparto de poder existentes en el interior de los Estados federales o con un gran componente regional. El principio atributivo y la naturaleza finalista de las Comunidades Europeas son los ejes singulares en torno a los cuales se articula todo el entramado comunitario de competencias y poderes. Toda actuación comunitaria debe disponer de título en que basarse y de fundamento jurídico en su acción y deberá estar orientada a la consecución de los fines recogidos en los Tratados. La correspondiente base jurídica, a su vez, incluirá los actores, los medios y los modos de actuación, detallando los procedimientos e instrumentos pertinentes, sean vinculantes o no. De esta manera se garantiza el respeto de la seguridad jurídica y, al mismo tiempo, se ofrece al Tribunal de Justicia un parámetro de control. No parece necesaria ni probable, en todo caso, la codificación del elenco de bases existentes, al modo de una Constitución nacional, puesto que la actual configuración combina en una medida acertada seguridad jurídica y flexibilidad, y permite a la vez identificar claramente los ámbitos abiertos a la intervención comunitaria y abordar ésta por diversas vías 
En este marco, no existe una única base jurídica para el desarrollo de la política social comunitaria. Una de las causas de esta situación es que, en sí misma, tal política no responde a un único epígrafe o enunciado del Tratado de la Comunidad Europea, sino que es una categoría científica o política acuñada para contemplar de forma relativamente homogénea la intervención comunitaria en el ámbito de lo social. Aunque el Título XI posea, en sí mismo, una cierta pretensión de erigirse en centro y núcleo de la actuación comunitaria en este campo, la práctica demuestra que la realidad es más compleja, entre otras razones por su carácter expansivo. Fruto de la evolución histórica señalada, la Comunidad Europea ha llegado a contar en su Derecho originario con un abundante repertorio de bases jurídicas específicas que, en su conjunto, la habilitan para intervenir en terrenos variados del campo social, a través de distintas vías. Ese repertorio es el que sustenta lo que se conoce como política social comunitaria.
En cuanto a su presentación formal, hay que reiterar que este arsenal no es perfecto y algunas de estas bases, en especial las situadas en el artículo 137 TCE, deberían ser reformadas para evitar solapamientos y deslindar claramente su contenido (artículos 137.1.g o 137.1.h TCE). La utilización de las bases jurídicas existentes para crear el Derecho derivado, por añadidura, se caracteriza por una considerable falta de rigor y de calidad en la técnica jurídica. Las instituciones comunitarias deberían cuidar más la plasmación de los preceptos habilitantes en sus actos, para proporcionarle la debida transparencia y reforzar así la legitimidad de su actuación.
Esas bases jurídicas abarcan un amplio espectro de materias, relativas a lo laboral y a la protección social, no coincide con las concepciones nacionales del Derecho del trabajo y de la seguridad social, en la que puede englobarse la Agencia Europea para la Seguridad y la Salud en el Trabajo, sino que la política social comunitaria debe ser abordada desde un marco de análisis propio. En él pueden señalarse seis grandes tipos de competencias, cada uno de ellos con características propias. Son tipos que se distinguen entre sí por varios factores: la amplitud o intensidad de la intervención comunitaria, la manera de intervenir (jurídica, política, económica, etc), la materia a la que afectan, o los fines concretos que persiguen. Se trata, en síntesis, de las siguientes competencias: a) la construcción de un mercado de empleo supranacional; b) la armonización de las legislaciones nacionales; c) la articulación de los ordenamientos nacionales en aspectos sociales; d) la configuración de un sistema comunitario de relaciones laborales; e) la coordinación de la política social de los Estados; y f) la creación de una ciudadanía comunitaria a través de los derechos fundamentales.

### Mercado de empleo comunitario
El primer conjunto de competencias se encamina a la construcción de un mercado de empleo supranacional. Es el campo más clásico, quizá más el relevante y sin duda el más desarrollado de la política social comunitaria. Conectado directamente con los fines económicos que hicieron nacer a la Comunidad, se benefició del temprano establecimiento del núcleo de su regulación, la libre circulación de trabajadores. Con el paso del tiempo ha ido evolucionando y ampliando muy considerablemente sus límites, véase Red Eures. Puede afirmarse sin temor a error que el mercado ha sido el germen del que ha surgido la concepción de una Europa sin fronteras que desborda los límites de lo social. Ha de decirse así mismo que la creación de un mercado de empleo ha supuesto la correlativa irrupción de unas fronteras exteriores que han empezado a necesitar una política comunitaria común en materia de inmigración y entrada de nacionales de terceros países.
Son relevantes en este campo los artículos 18 y 40 TCE sobre libre circulación, el artículo 41 TCE sobre trabajadores jóvenes, los artículos 47 y 55 TCE para las cuestiones vinculadas con las libertades de establecimiento y de prestación de servicios, los artículos 61, 62, 63 y 67 TCE para la política de inmigración, el artículo 148 TCE para el Fondo Social Europeo, el artículo 150 TCE sobre formación profesional, y los artículos 159, 161 y 162 TCE para los demás Fondos Estructurales.

### Armonización de las legislaciones nacionales
Otros tipos de competencias se orientan en cambio a una intervención que toma como referencia el interior de los Estados miembros, buscando la armonización de las legislaciones sociales nacionales, aun cuando solo sea de manera tenue e imperfecta. Es ésta es una de las finalidades clásicas de la política social comunitaria, intentada a través de directivas fundamentalmente pero sin descartar el recurso a otros instrumentos. Se caracteriza antes que nada por incidir sobre las legislaciones, esto es, por tener como objeto la modificación aspectos normativos. Se caracteriza también por orientarse a la regulación de situaciones nacionales, no de problemas transnacionales. La labor comunitaria no es tanto creadora como correctora, persiguiendo la eliminación de contradicciones entre los diferentes ordenamientos, y tratando de encontrar un mínimo común denominador entre todos los Estados miembros.
El centro de las competencias de armonización legislativa, de su lado, se sitúa en el solitario (aunque bastante extenso y ambicioso) artículo 137 TCE, núcleo del Título XI del Tratado de la Comunidad Europea. Ciertamente, las bases jurídicas genéricas han desempeñado un papel importantísimo para intentar alcanzar esa pretendida armonización y no han de ser olvidadas para lograr un análisis completo, puesto que durante las primeras décadas de la integración europea fueron su único soporte. A pesar de ello, resulta evidente que las bases jurídicas orientadas a la armonización de las legislaciones nacionales responden, tras varias reformas y retoques, a algo que se asemeja a un plan coherente a través de la enumeración de ámbitos concretos de intervención, no exento de imperfecciones sin embargo.

### Articulación de sistemas nacionales
En un plano supranacional se mueven las competencias comunitarias que persiguen la articulación de los distintos sistemas nacionales. No se trata de competencias que tengan por objeto alterar las legislaciones estatales, sino, por el contrario, de una intervención que pretende desarrollar normas de conflicto que pongan en contacto las normas e instituciones ya existentes, y que permitan su buen funcionamiento a escala transfronteriza. Este campo supone un claro ejemplo de cómo la política social comunitaria ha ido aumentando sus expectativas y su radio de acción, superponiéndose al Derecho internacional privado clásico en el ámbito europeo.
La competencia para la articulación de los sistemas nacionales, por su parte, se basa en varios preceptos dispersos. El artículo 42 TCE se ha empleado para la articulación de los regímenes de protección social, mientras que el complejo sistema de reconocimiento de cualificaciones profesionales se ha fundado, principalmente, sobre los artículos 47 y 55 TCE. Las bases jurídicas más recientes en este campo, los artículos 61, 65 y 67 TCE, han ayudado a cierto grado de comunitarización de las típicas reglas de Derecho internacional privado en el campo del contrato de trabajo.

### Sistema comunitario de relaciones laborales
El cuarto tipo de competencias actúa en un marco que va más allá de los Estados, en el que, como resultado de ello, empieza a ver la luz lo que podemos vislumbrar como un sistema comunitario de relaciones laborales, donde se unen verdaderas atribuciones de competencias con procedimientos alternativos de ejercicio de éstas, lastrado en todo caso por severas prohibiciones de actuación a propósito de la libertad sindical y el derecho de huelga. La nota de transnacionalidad en el aspecto colectivo es el criterio rector de esta categoría del estudio. A pesar de compartir bases jurídicas con determinados sectores de la armonización, la intervención comunitaria en este campo es plenamente creadora, puesto que se centra en una realidad (la empresa europea, en definitiva) que no es propia de los ordenamientos nacionales, sino del espacio comunitario. La participación de los trabajadores y la negociación colectiva son los instrumentos que fomenta esta competencia comunitaria.
La atribución de competencias para crear lo que podríamos llamar un sistema de relaciones laborales de ámbito comunitario es en realidad muy limitada. Únicamente el artículo 137.1.e TCE a propósito de la información y consulta de los trabajadores ha sido empleado efectivamente como base jurídica para la creación del comité de empresa europeo. Persisten las dudas generadas por la acción del Consejo a propósito del artículo 137.1.f TCE, relativo a la representación y defensa colectiva de los intereses de los trabajadores y los empresarios. No ha de olvidarse que el artículo 308 TCE también ha sido empleado en este campo para la aprobación de la normativa sobre la implicación de los trabajadores en las sociedades de matriz europea, sin que sean descartables los motivos políticos para tal decisión.
No debe olvidarse la importancia del diálogo social comunitario. Los Estados, empleando la misma soberanía en virtud de la cual que otorgan poderes a las instituciones, han diseñado un procedimiento alternativo para el ejercicio de las competencias comunitarias en materia social. El diálogo social se concibe así como un instrumento más al servicio de los fines recogidos en los Tratados. El análisis de esta intervención en el ámbito comunitario puede organizarse independientemente en torno a dos parámetros: por los sujetos participantes y a partir de la eficacia de los actos que de ella resulten. Atendiendo al primer indicador es posible distinguir un diálogo tripartito, donde intervienen las instituciones comunitarias, y un diálogo bipartito, donde el protagonismo corresponde en exclusiva a las partes sociales.

### Coordinación de políticas nacionales
En contraste, las competencias de coordinación citadas en quinto lugar representan un nuevo modo de enfocar la actividad social en el marco de la Comunidad Europea. Su nota característica es el recurso casi unánime a las técnicas “blandas” de actuación, desplazando la elaboración de Derecho social comunitario en sentido estricto. No pretende ya alterar cuerpos normativos sino encarar de forma conjunta problemas administrativos y de gestión. Por ello, es ante todo una técnica de orientación e influencia en la política social de los Estados miembros, que ya no puede diseñarse ni desarrollarse a su antojo.
La competencia de coordinación se sustenta en el artículo 140 TCE para la actuación de la Comisión en numerosos campos con fines de incentivo de la cooperación y la coordinación entre los Estados, en los artículos 128 y 129 TCE a propósito del empleo y en el artículo 137.2.a TCE para la intervención comunitaria en otros campos de interés a estos efectos, en especial el de la protección social. Se trata además de competencias en las que en más de una ocasión decisiones del Consejo Europeo han alterado la letra de los Tratados, en una situación que puede calificarse de singular y absolutamente excepcional, pero que ha supuesto la columna vertebral de la nueva manera de entender la política social comunitaria.

### Los derechos sociales fundamentales
Junto a esos intentos puede contemplarse, como una última categoría, la lucha comunitaria por los derechos fundamentales, que empezó a fraguarse mediante la consagración del principio de igualdad y ha continuado con una paulatina intervención normativa en nuevos ámbitos. Aunque no es un campo abierto aún a la competencia comunitaria en su integridad, no es descartable su expansión futura en busca de un umbral mínimo compartido de derechos para la propia actuación comunitaria y quizás para todos los Estados miembros. Los especiales instrumentos empleados, las Cartas comunitarias de derechos fundamentales, proporcionan un indicio adicional de caracterización de este grupo de competencias, muy limitado por su excepcional delicadeza y sensibilidad político-jurídica. El recurso a ellos se explica por la ausencia de bases jurídicas efectivas que permitan una intervención comunitaria en el terreno de los derechos fundamentales.
Los intentos de crear una ciudadanía social comunitaria vienen lastrados por la escasez de bases jurídicas, que no admite una intervención general. Así, los artículos 12, 13, 137.1.i y 141 TCE son las bases jurídicas que ha permitido crear una completa normativa de la UE sobre igualdad y no discriminación, repartidas entre la Parte Primera del Tratado de la Comunidad Europea y el Título XI de la Tercera Parte. Son las únicas atribuciones efectivas de competencia a la Comunidad en materia de derechos fundamentales, puesto que las Cartas de derechos ni son el fruto del ejercicio de competencia alguna ni representan un soporte para nuevas intervenciones comunitarias.

## Técnicas de intervención
Desde el punto de vista jurídico, el resultado del ejercicio de esas bases competenciales conforma lo que se viene denominando técnicamente política social comunitaria. Ahora bien, cuando el artículo 249 TCE enumera los actos típicos del Derecho comunitario derivado, no está diseñando un sistema de fuentes de alcance ilimitado, sino que está condicionando su empleo a la consecución de los fines marcados por el Tratado. El acervo comunitario, no debe olvidarse, no tiene una existencia autónoma.
De entre los actos jurídicamente vinculantes que lo componen destaca la directiva como forma más característica de intervención. Esto se justifica por su especial maleabilidad, que hiere en menor medida la soberanía de los Estados en una materia de notable relevancia como la social, por sus peculiaridades de transposición a propósito del plazo y de la elección de forma. Su singular configuración en el ámbito social como disposición mínima, que permite intervenciones más protectoras por parte de los Estados, ha permitido salvaguardar las especialidades nacionales en terrenos especialmente delicados. Se ha empleado principalmente en el ámbito de la armonización, pero también se ha utilizado para desarrollar los aspectos instrumentales de la libre circulación y como herramienta de articulación entre ordenamientos en sectores que precisaban una armonización previa, como las cualificaciones o la portabilidad de las pensiones complementarias.
No puede pasarse por alto, con todo, el recurso al reglamento para cuestiones de especial importancia, generalmente relacionadas con problemas transnacionales, a través del cual se va creando un Derecho único de ineludible aplicación para los Estados. Así, el núcleo de la libre circulación de trabajadores, la articulación de los sistemas nacionales de seguridad social o las reglas sobre determinación de la competencia judicial en materia de contrato de trabajo han sido recogidas en reglamentos. El uso mayoritario de este acto típico, no obstante, en el campo social se ha centrado en la regulación de organismos e instituciones especializadas.
En un balance general, la preponderancia de la directiva frente al reglamento refleja las tensiones políticas que se encuentran detrás de la política social comunitaria. La unificación jurídica ha sido preterida frente a la armonización. Se ha limitado el recurso a la potestad última del ordenamiento comunitario, tanto en la práctica como en el planteamiento de las atribuciones, y únicamente ha conseguido afianzarse en cuestiones de naturaleza transnacional o de ineludible exigencia única para todos los Estados, como son las descritas.
Ahora bien, el arsenal de instrumentos empleados para la puesta en práctica de la política social comunitaria es muy amplio y no se agota en el plano de producción de normas. De ahí que se hable de “Política social comunitaria” con un significado más extenso, reflejando una concepción de la competencia comunitaria en materia social que va más allá de la sola regulación jurídica. Esa intervención, más política o administrativa que legal, tiene a su vez numerosas manifestaciones.
La más clásica es, sin lugar a dudas, la intervención financiera mediante instrumentos como el Fondo Social Europeo. El éxito de este mecanismo y el valor añadido que ha producido sobre las intervenciones nacionales determinaron el nacimiento de nuevos Fondos, algunos de los cuales tienen una incidencia directa en el ámbito social. Así mismo, la Comunidad ha diseñado a lo largo de los años numerosos planes de intervención, programas de actuación, propios o de apoyo, que se han extendido a numerosos campos.
En la actualidad, el soft law está ganando una importancia que puede llegar a cuestionar el papel principal de la directiva y relegar al Derecho social comunitario, en sentido estricto, a una mera posición de actor secundario. No ha de creerse, sin embargo, que esta forma de actuación comunitaria carezca de tradición, sino que por el contrario siempre ha estado presente, desde los primeros momentos de existencia de la Comunidad, en el ámbito social. Así, abundan las recomendaciones, las resoluciones y otros documentos de denominaciones variadas, que han sido las vías atípicas a las que se ha recurrido ante atascos de funcionamiento que no podían resolverse en el campo del Derecho. Las intervenciones de fomento, de control y de orientación marcan, eso sí, el sentido de los tiempos actuales, sin que ello tenga que significar necesariamente la proscripción de los modos de actuar más clásicos.
En la concepción amplia aquí recogida, la política social comunitaria abarca en definitiva desde actuaciones normativas, como pueden ser las sostenidas por los artículos 40, 42, 67 o 137.2.b TCE y que se corresponden con el Derecho social comunitario, hasta intervenciones financieras, como las derivadas de la puesta en práctica de los artículos 148 o 161 TCE. Las acciones de fomento están ganando progresiva importancia y encuentran su fundamento, entre otros, en los artículo 13, 127 o 141 TCE. Los intercambios de información son otro de los instrumentos amparados por el Tratado, en función de los artículos 128, 129, 137.2.a o 140 TCE y constituyen el núcleo del nuevo método abierto de coordinación.

## Enlaces de interés
- La página de la Unión Europea sobre política social
- Observatorio de política social comunitaria de la Universidad de Santiago de Compostela

## Una selección de bibliografía
- AGUILAR GONZÁLVEZ, M. C., La negociación colectiva en el sistema normativo comunitario, Lex Nova, Valladolid, 2006.

- ANDRÉS SÁENZ DE SANTAMARÍA, M. P., GONZÁLEZ VEGA, J. A. y FERNÁNDEZ PÉREZ, B., Introducción al Derecho de la Unión Europea, 1ª edición, Eurolex, Madrid, 1996.

- APARICIO TOVAR, J., Introducción al Derecho social de la Unión Europea, Bomarzo, Albacete, 2005.

- CABEZA PEREIRO, J., “Estrategia Europea, Estado Autonómico y Política de Empleo”, en VV.AA., XVIII Congreso Nacional de Derecho del Trabajo y Seguridad Social, Laborum, Murcia, 2007.

- CARRASCOSA BERMEJO, D., La coordinación comunitaria de la Seguridad social, CES, Madrid, 2004

- COLINA ROBLEDO, M., SALA FRANCO, T. y RAMÍREZ MARTÍNEZ, J. M., Derecho social comunitario, 2ª edición, Tirant lo Blanch, Valencia, 1995.

- GOMIS DÍAZ, P. L., La Política Social y de Empleo en el Tratado de Ámsterdam, CES, Madrid, 1999.

- MIRANDA BOTO, J. M., Las competencias de la Comunidad Europea en materia social, Thomson-Aranzadi, Cizur Menor, 2009.

- MONTOYA MELGAR, A., GALIANA MORENO, J. M. y SEMPERE NAVARRO, A. V., Derecho social europeo, Tecnos, Madrid, 1994.

- ORDÓÑEZ SOLÍS, D., Fondos estructurales europeos. Régimen jurídico y gestión administrativa, Marcial Pons, Madrid, 1997.

- PÉREZ DE LOS COBOS ORIHUEL, F., El Derecho Social Comunitario en el Tratado de la Unión Europea, Civitas, Madrid, 1994.

- SÁNCHEZ-RODAS NAVARRO, C., La aplicación del Derecho comunitario a las prestaciones especiales no contributivas, Comares, Granada, 1997.

- VV.AA. (J. Cruz Villalón y T. Pérez del Río, coords.), Una aproximación al Derecho social comunitario, Tecnos, Madrid, 2000.

- VV.AA. (J. García Murcia, dir.), La transposición del Derecho social comunitario al ordenamiento español, MTAS, Madrid, 2005.

- Datos: Q1415647